# Markeerstift

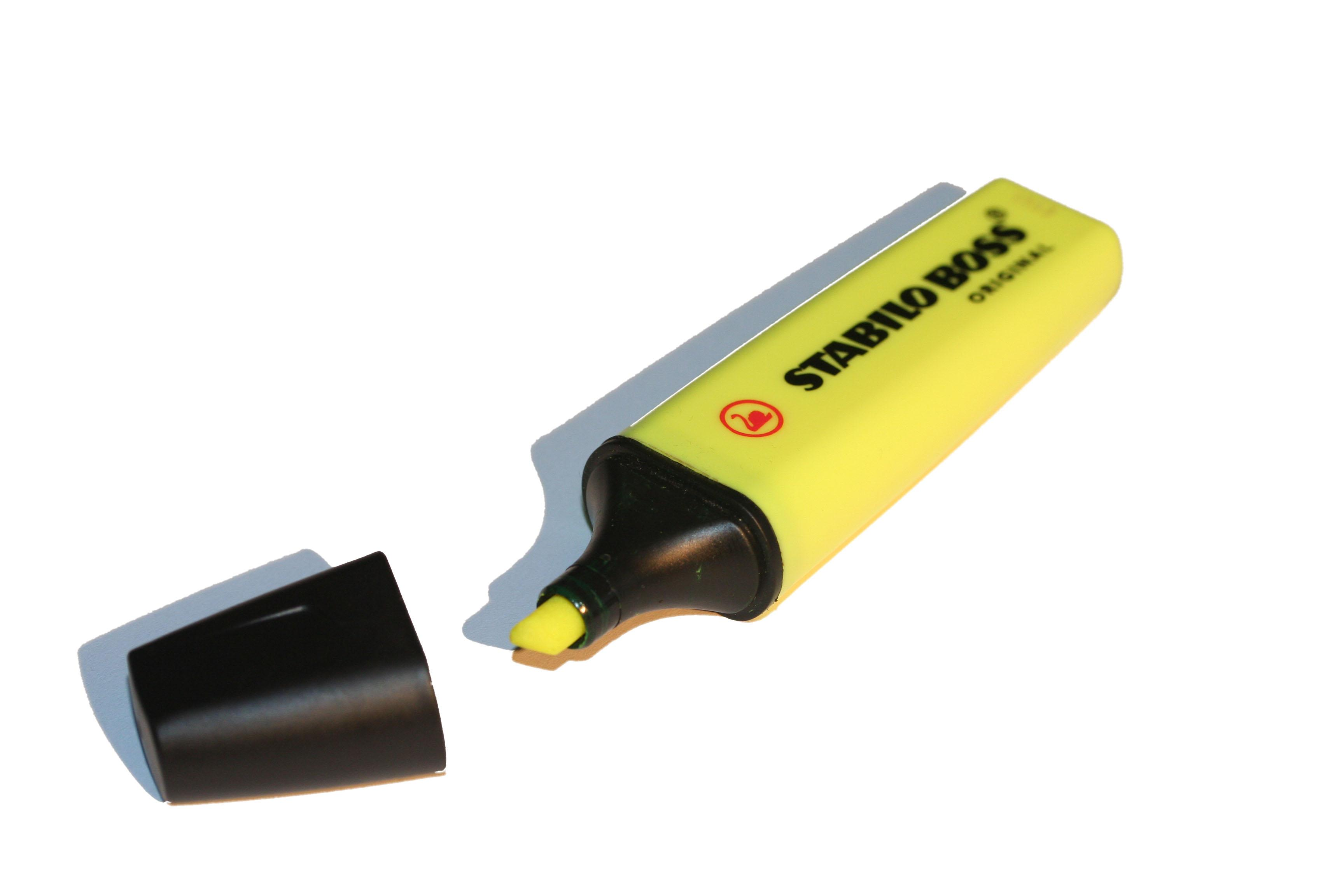
De Stabilo Boss-markeerstift

Een markeerstift, ook wel arceerstift of accentueerstift, en in België ook wel fluo(r)stift genoemd, is een viltstift bedoeld om teksten te markeren of voorwerpen herkenbaar te labelen.
Markeerstiften in een fluorescerende felle kleur worden bijvoorbeeld gebruikt om stukken tekst te markeren. De tekst blijft hier dan wel leesbaar. Het is vooral een handige methode om essentiële informatie te arceren.
Markeerstiften voorzien van onuitwasbare inkt (voor permanent markeren) worden bijvoorbeeld gebruikt om kledingstukken of andere voorwerpen te voorzien van identificatie.
De kleuren van een markeerstift kunnen variëren (van geel en oranje over groen en blauw tot paars of roze). Sinds enkele jaren bestaan er ook pastelvarianten.
Markeerstiften voor teksten werden voor het eerst in 1963 op de markt gebracht, door het Amerikaanse Carter’s Ink onder de naam Hi-Liter. De gebruikte inkt had weliswaar een felle kleur maar was nog niet fluorescerend. Het Duitse bedrijf Stabilo introduceerde in 1971 de Stabilo Boss met fluorescerende inkten die niet "bloeden" ofwel in het papier dringen. Het Amerikaanse Avery Dennison volgde in 1978.